# Emelle
Emelle es un pueblo ubicado en el condado de Sumter en el estado estadounidense de Alabama. En el censo de 2000, su población era de 31. 

## Demografía
En el 2000 la renta per cápita promedia del hogar era de $ 5.833$ , y el ingreso promedio para una familia era de 5.000$. El ingreso per cápita para la localidad era de 10.738$. Los hombres tenían un ingreso per cápita de 36.250$ contra 23.333$ para las mujeres.

## Geografía
Emelle está situado en 32°32′32″N 86°18′56″O / 32.54222, -86.31556 (32.729882, -88.314333).
Según la Oficina del Censo de los EE. UU., la ciudad tiene un área total de 0.22 millas cuadradas (0.56 km ²).